# Krzysztof Ścierański (album)
Krzysztof Ścierański – album studyjny polskiego basisty jazzowego Krzysztofa Ścierańskiego. Wydawnictwo ukazało się w 1984 roku nakładem wytwórni muzycznej Savitor. Album został nagrany w Studio Polskiego Radia w Poznaniu w sierpniu 1984 roku. Ścierańskiego w nagraniach wsparł perkusista Marek Surzyn. 

## Lista utworów[3]
Strona A
1. „Lodołamacz” – 5:50
2. „Żółta Strzała” – 6:00
3. „Biały Garbus” – 6:35

Strona B
1. „Maracuja” – 8:30
2. „Bez Przydziału” – 5:55
3. „Zawracanie Basu” – 5:00